# Chaman-jaguar
Les chamanes jaguars vivent en Amérique du Sud. Leurs activités traditionnelles englobent la guérison et l'exécution de cérémonies. « Le savoir traditionnel des chamanes jaguars de Yuruparí », dans le Sud-Est de la Colombie, est inscrit en 2011 sur la liste représentative du patrimoine culturel immatériel de l'humanité par l'UNESCO. 

## Contexte
Chez plusieurs peuples autochtones d'Amérique du Sud, la figure du chaman et celle du jaguar entretiennent un rapport. Le chamane peut ainsi se métamorphoser en jaguar pour acquérir ses qualités de prédateur. D'après la Société contre l'Etat, ouvrage de Pierre Clastres, les figures du chaman et du jaguar sont assimilables entre elles chez les Chulupi au Paraguay, et ce lien constitue une clef de compréhension de plusieurs mythes, notamment à visée comique. 

## En Colombie
En 2011, Le savoir traditionnel des chamanes jaguars de Yuruparí, élément rattaché à la Colombie, est ajouté à la liste représentative du patrimoine culturel immatériel de l'humanité par l'UNESCO. Selon la description officielle donnée par cette institution, plusieurs peuples habitant le long de la rivière Pirá Paraná, dans le sud-est de la Colombie, dans le département de Vaupés, ont parmi eux des chamanes-jaguars. D'après la tradition orale, la rivière Pirá Paraná est le centre du territoire des jaguars de Yuruparí, site sacré réputé pour alimenter d'énergie vitale les êtres vivants du monde. Les chamans-jaguars suivent un calendrier de rituels et pratiquent la guérison, ils peuvent aussi chanter et danser. L'ancêtre légendaire des chamans est un anaconda tout-puissant vivant en tant que personne et incarné par des trompettes en bois de palmier. Le rituel de Hee Biki, très codifié, une transmission des savoirs nécessaires à la communauté s'opère selon le genre : les hommes apprennent la défense du territoire et la guérison, les femmes, le soin des enfants et des femmes enceintes et les pratiques culinaires.